# Diadenis Luna
Diadenis Luna, född den 11 september 1975 i Santiago de Cuba, Kuba, är en kubansk judoutövare.
Hon tog OS-brons i damernas halv tungvikt i samband med de olympiska judotävlingarna 1996 i Atlanta.